# Alignement de menhirs de Bringuerault
L’alignement de menhirs de Bringuerault, ou Bringnerault, est un ensemble de trois menhirs situés sur la commune de Hédé-Bazouges dans le département français d'Ille-et-Vilaine.

## Protection
Cet ensemble fait l’objet d’une inscription au titre des monuments historiques depuis le 5 janvier 1971.

## Description
L'alignement comptait autrefois cinq menhirs, les nos 4 et 5, qui étaient situés quelques mètres à l'ouest du no 1, ayant disparu aujourd'hui :
| Menhir                                                    | Caractéristiques                         | Hauteur | Largeur | Épaisseur | État     |
| --------------------------------------------------------- | ---------------------------------------- | ------- | ------- | --------- | -------- |
| no 1                                                      | forme pyramidale à base de quadrilatère  | 3,20 m  | 1,50 m  | 0,90 m    | renversé |
| no 2                                                      | forme polyédrique, sommet arrondi        | 2,17 m  | 1,50 m  | 1 m       | debout   |
| no 3                                                      | forme polyédrique, sommet gravé d'un «V» | 2 m     | 1,45 m  | 0,90 m    | renversé |
| no 4                                                      |                                          | 2,45 m  | 1,25 m  | 0,60 m    | disparu  |
| no 5                                                      |                                          | 1,60 m  | 0,90 m  | 0,60 m    | disparu  |
| Données : Les mégalithes du département d'Ille-et-Vilaine |                                          |         |         |           |          |

La distance est de 8,40 m entre les nos 1 et 2 et de 90,40 m entre les nos 2 et 3. Plusieurs pierres, dont la hauteur varie entre 0,20 m et 0,80 m, dépassaient autour des menhirs nos 2 et 3. Selon L. Collin certains blocs seraient des blocs d’affleurement dont certains auraient été redressés sur place. 
Les menhirs sont en diorite ou dolérite.